# Dictionnaire historique et biographique de la Suisse
Le dictionnaire historique et biographique de la Suisse (DHBS) est un dictionnaire historique suisse.
Édité par Victor Attinger et publié à Neuchâtel par une société spécialisée appelée « administration du dictionnaire historique et biographique de la Suisse », il paraît en sept volumes entre 1921 et 1934.
Les principaux auteurs de l'ouvrage, outre Victor Attinger lui-même, sont Marcel Godet et Heinrich Türler.

## Ouvrages
- Victor Attinger, Marcel Godet et Heinrich Türler, Dictionnaire historique et biographique de la Suisse, vol. 1, A-Baroche, Neuchâtel, Administration du Dictionnaire historique et biographique de la Suisse, 1921, 600 p. (lire en ligne )
- Victor Attinger, Marcel Godet et Heinrich Türler, Dictionnaire historique et biographique de la Suisse, vol. 2, Baroffio-Equey, Neuchâtel, Administration du Dictionnaire historique et biographique de la Suisse, 1924, 792 p. (lire en ligne )
- Victor Attinger, Marcel Godet et Heinrich Türler, Dictionnaire historique et biographique de la Suisse, vol. 3, Erard-Heggenzi, Neuchâtel, Administration du Dictionnaire historique et biographique de la Suisse, 1926, 788 p. (lire en ligne )
- Victor Attinger, Marcel Godet et Heinrich Türler, Dictionnaire historique et biographique de la Suisse, vol. 4, Heggli-Montreux, Neuchâtel, Administration du Dictionnaire historique et biographique de la Suisse, 1928, 800 p. (lire en ligne )
- Victor Attinger, Marcel Godet et Heinrich Türler, Dictionnaire historique et biographique de la Suisse, vol. 5, Montricher-Schenevey, Neuchâtel, Administration du Dictionnaire historique et biographique de la Suisse, 1930, 792 p. (lire en ligne )
- Victor Attinger, Marcel Godet et Heinrich Türler, Dictionnaire historique et biographique de la Suisse, vol. 6, Schenk-Uzwil, Neuchâtel, Administration du Dictionnaire historique et biographique de la Suisse, 1932, 792 p. (lire en ligne )
- Victor Attinger, Marcel Godet et Heinrich Türler, Dictionnaire historique et biographique de la Suisse, vol. 7, Vacallo-Zyro, Neuchâtel, Administration du Dictionnaire historique et biographique de la Suisse, 1933, 558 p. (lire en ligne )
- Victor Attinger, Marcel Godet et Heinrich Türler, Dictionnaire historique et biographique de la Suisse, vol. 8, Supplément contenant une table systématique des sept tomes et des deux suppléments, Neuchâtel, Administration du Dictionnaire historique et biographique de la Suisse, 1934, 208 p. (lire en ligne )